# Элрод (Северная Каролина)
Элрод (Elrod)  - это статистически обособленная местность в округе Робсон, штат Северная Каролина, США. По данным переписи 2020 года численность населения составляла 391 человек.
По данным Бюро переписи населения США,  имеет общую площадь 5,3 квадратных миль (14 км2).

## История
В городе Элрод, штат Северная Каролина, 29 июля 1892 года появился первый почтовый работник. Его звали Малкольм Макколл. Почтовое отделение работало до 31 августа 1957 года. Элрод был важным местом на железной дороге. Здесь пересекались главная линия Атлантического побережья и другая дорога, которая позже стала частью ветки до Миртл-Бич. Обе эти дороги принадлежали компании Atlantic Coast Line.